# Verwaltungsgliederung Nordirlands
Nordirland ist seit dem 1. April 2015 in elf Verwaltungsbezirke (Districts) gegliedert. Vorher bestand seit 1973 eine Gliederung in 26 Verwaltungsbezirke. Es handelt sich – wie bei den Principle Areas in Wales und den Council Areas in Schottland – um sogenannte Unitary Authorities, d. h., sie sind für alle lokalen Verwaltungsaufgaben zuständig. Es gibt keine Verwaltungsstufe über oder unter ihnen („einstufige Verwaltung“). Die Districts besitzen zum Teil aufgrund ihrer Geschichte oder Bedeutung den Status eines Borough oder einer City.

## Verwaltungsbezirke
|    | District                             | Status   | Einwohner |
| -- | ------------------------------------ | -------- | --------- |
| 01 | Belfast                              | City     | 336.830   |
| 02 | Ards and North Down                  | Borough  | 157.931   |
| 03 | Antrim and Newtownabbey              | Borough  | 139.966   |
| 04 | Lisburn and Castlereagh              | District | 138.627   |
| 05 | Newry, Mourne and Down               | District | 175.403   |
| 06 | Armagh City, Banbridge and Craigavon | District | 205.711   |
| 07 | Mid and East Antrim                  | District | 136.642   |
| 08 | Causeway Coast and Glens             | District | 142.303   |
| 09 | Mid Ulster                           | District | 142.895   |
| 10 | Derry City and Strabane              | District | 149.198   |
| 11 | Fermanagh and Omagh                  | District | 114.992   |

## Verwaltungsgliederung 1898 bis 1973
In der seit 1898 bestehenden Gliederung gab es insgesamt sechs Countys (siehe Verwaltungsgliederung Irlands#Historische Grafschaften) und zwei County Boroughs. Die Countys waren in Urban districts („städtische Bezirke“) und Rural districts („ländliche Bezirke“) unterteilt. Es handelte sich somit bis 1973 um eine „zweistufige Verwaltung“.

## Verwaltungsgliederung 1973 bis 2015
| District                   | Status          | Einwohner |
| -------------------------- | --------------- | --------- |
| Antrim                     | Borough         | 53.835    |
| Ards                       | Borough         | 78.550    |
| Armagh                     | City & District | 60.147    |
| Ballymena                  | Borough         | 64.551    |
| Ballymoney                 | Borough         | 31.551    |
| Banbridge                  | District        | 48.730    |
| Belfast                    | City            | 280.537   |
| Carrickfergus              | Borough         | 39.096    |
| Castlereagh                | Borough         | 67.716    |
| Coleraine                  | Borough         | 58.993    |
| Cookstown                  | District        | 37.411    |
| Craigavon                  | Borough         | 94.597    |
| Derry                      | City            | 108.586   |
| Down                       | District        | 70.440    |
| Dungannon and South Tyrone | Borough         | 58.813    |
| Fermanagh                  | District        | 62.400    |
| Larne                      | Borough         | 32.191    |
| Limavady                   | Borough         | 33.761    |
| Lisburn                    | City            | 121.687   |
| Magherafelt                | District        | 45.450    |
| Moyle                      | District        | 17.129    |
| Newry and Mourne           | District        | 100.858   |
| Newtownabbey               | Borough         | 85.322    |
| North Down                 | Borough         | 79.420    |
| Omagh                      | District        | 51.830    |
| Strabane                   | District        | 40.033    |